# هيو وليامز (لاعب كريكت)
هيو وليامز (19 ديسمبر 1977 في أستراليا - ) (بالإنجليزية: Vaughan Williams)‏ هو لاعب كريكت أسترالي.

## وصلات خارجية
- هيو وليامز (لاعب كريكت) على موقع إي آس بي آن كريك إنفو (الإنجليزية)